# السنفة (الرجم)

تعديل مصدري - تعديل

السنفة هي إحدى قرى عزلة بني المصعب بمديرية الرجم التابعة لمحافظة المحويت، بلغ تعداد سكانها 262 نسمة حسب تعداد اليمن لعام 2004.